# Вечей, Франц фон
Франц фон Вечей, Ференц Вечей (нем. Franz von Vecsey, венг. Vecsey Ferenc; 23 марта 1893, Будапешт — 5 апреля 1935 или 6 апреля 1935, Рим) — венгерский скрипач и композитор.

## Биография
Родился в музыкальной семье, отец играл на скрипке, а мать на фортепиано. С детских лет занимался музыкой под руководством родителей, в восьмилетнем возрасте начал заниматься у Енё Хубаи — сперва частным образом, а затем в Будапештской академии музыки. В 1899 году впервые выступил публично, в 1903 году отправился с гастрольной поездкой в Берлин, где дал 15 концертов и был представлен Йозефу Иоахиму, под руководством которого завершил своё исполнительское образование. В дальнейшем изучал композицию у Пауля Юона.

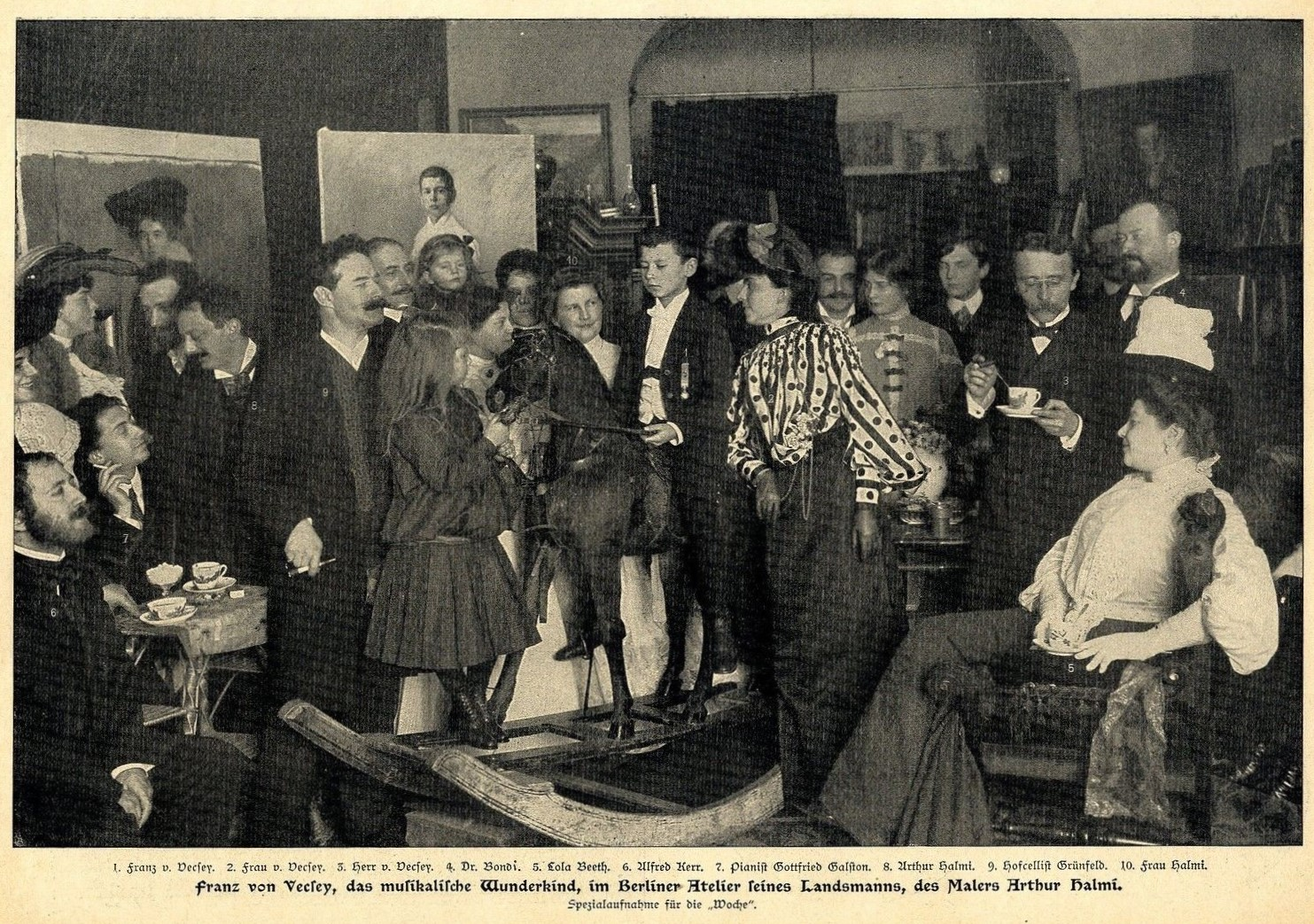
Вечей в Берлине (1903)

Как скрипач-вундеркинд гастролировал по всей Европе, а также на Дальнем Востоке и в США. В 1906 году в ходе гастролей по Испании и Португалии выступал в дуэте с Белой Бартоком. В 1911 году вместе со своим учителем Хубаи и Эрнстом Донаньи выступил с концертами в Риме в рамках презентации венгерского музыкального искусства. С этого времени началась любовь Вечея к Италии; в конечном счёте он женился на итальянской графине Джульетте Бальдески и обосновался сперва в её поместье в Перудже, а после 1926 году в Венеции. После Первой мировой войны скрипач заметно сократил свой гастрольный график, больше занимаясь композицией и предполагая в дальнейшем переключиться на дирижирование. Планам этим, однако, не суждено было осуществиться: у Вечея была диагностирована лёгочная эмболия, и он умер после неудачно проведённой операции.
Композиторское наследие Вечея включает около 30 небольших пьес для скрипки и фортепиано, из которых наиболее известной остался Грустный вальс (фр. Valse triste; 1913): его записали Артюр Грюмьо, Альберт Марков, Вильмош Сабади, Дьёрдь Цифра (в собственном переложении для фортепиано соло).
Вечею посвящён концерт для скрипки с оркестром Яна Сибелиуса (1905), что стало отчасти результатом недоразумения: первоначально Сибелиус посвятил своё сочинение скрипачу Вилли Бурместеру, которого хотел видеть его первым исполнителем, однако концертный график не позволил Бурместеру участвовать в премьере, и итоговую редакцию концерта впервые исполнил Карл Халир; Бурместер обиделся и заявил, что никогда не будет исполнять концерт, и Сибелиусу пришлось снять первоначальное посвящение. Вечей впервые исполнил это чрезвычайно сложное произведение годом позже, в возрасте 13 лет.